# Lionel Berry
Geoffrey Lionel Berry, segundo vizconde de Kemsley (29 de junio de 1909 - 28 de febrero de 1999), fue un político conservador, par y editor de periódico británico.

## Biografía
Berry nació en Hendon .  Su padre fue Gomer Berry, primer vizconde de Kemsley (, un destacado barón de la prensa, propietario de títulos como The Sunday Times y el Daily Record .
Berry sirvió en la Guardia Granadero durante la Segunda Guerra Mundial hasta que fue declarado inválido en 1942. El año siguiente, 1943, en una elección parcial en tiempo de guerra el 4 de abril, fue elegido sin oposición como miembro del Parlamento (MP) por Buckingham . Sin embargo, perdió su escaño ante el Partido Laborista en las elecciones generales de 1945 .
Berry fue editor del Daily Sketch y más tarde vicepresidente de Kemsley Newspapers Limited. Sucedió como vizconde Kemsley tras la muerte de su padre en 1968. Para entonces, el negocio periodístico de su padre ya había sido vendido y Berry ya desempeñaba ningún papel en él.
Berry se casó con Lady Helene Candida Hay (nacida el 5 de septiembre de 1913, fallecida el 4 de enero de 2011  ), hija mayor de William George Montagu Hay, undécimo marqués de Tweeddale, el 21 de junio de 1933. 
- Honorable Mary Anne Berry (nacida el 30 de abril de 1934)
- Honorable Pamela Jane Marguerite Berry (nacida el 27 de mayo de 1937, fallecida el 13 de diciembre de 2013)
- Honorable Caroline Helen Berry (nacida el 8 de septiembre de 1942)
- Honorable Catherine Frances Lilian Berry (nacida el 9 de junio de 1944)

Berry murió a los 89 años en 1999 en Harborough, Leicestershire,  y fue sucedido en el vizcondado por su sobrino, Richard Gomer Berry .